# 哈勒姆大广场

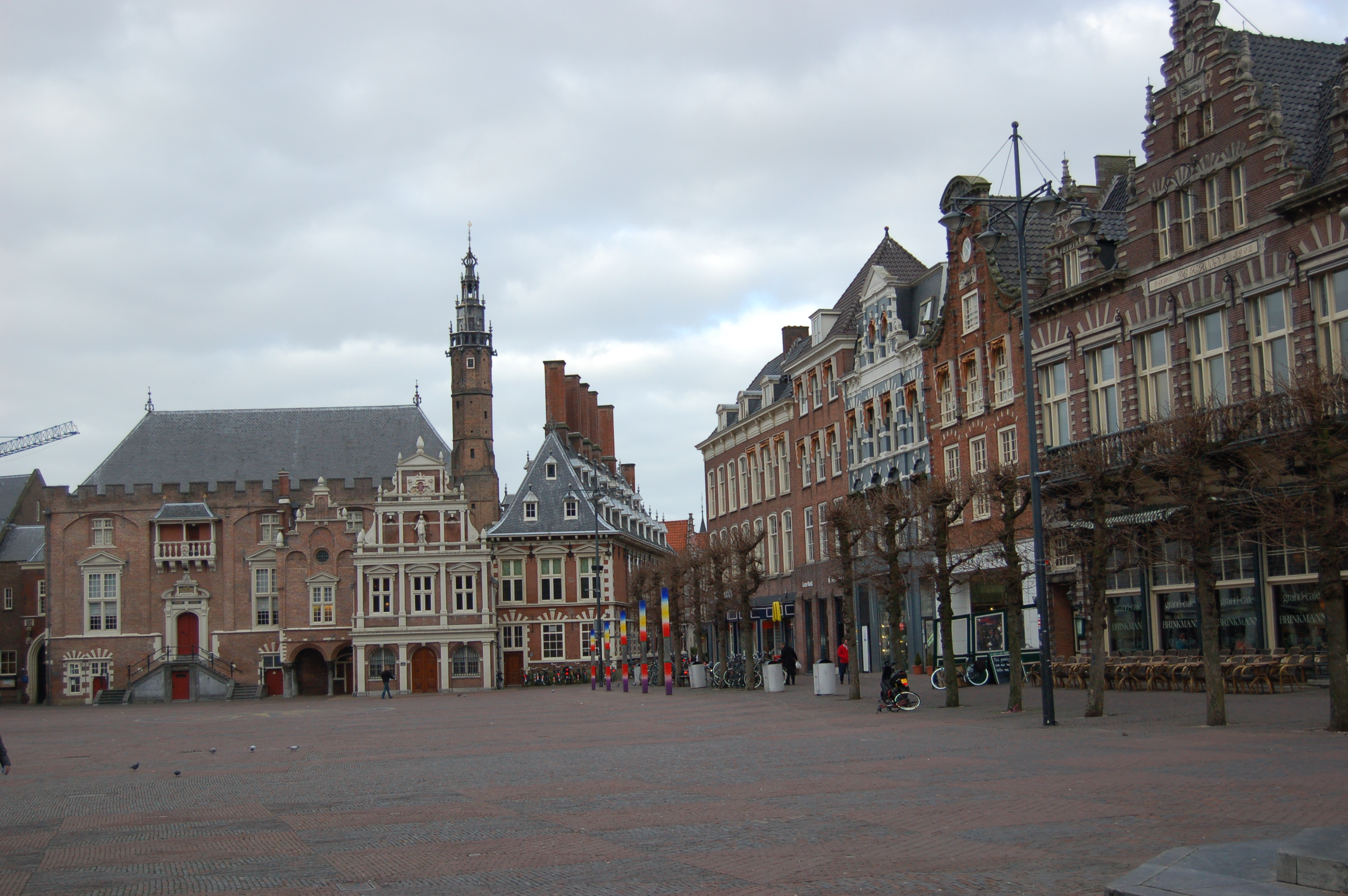
哈勒姆大广场与市政厅

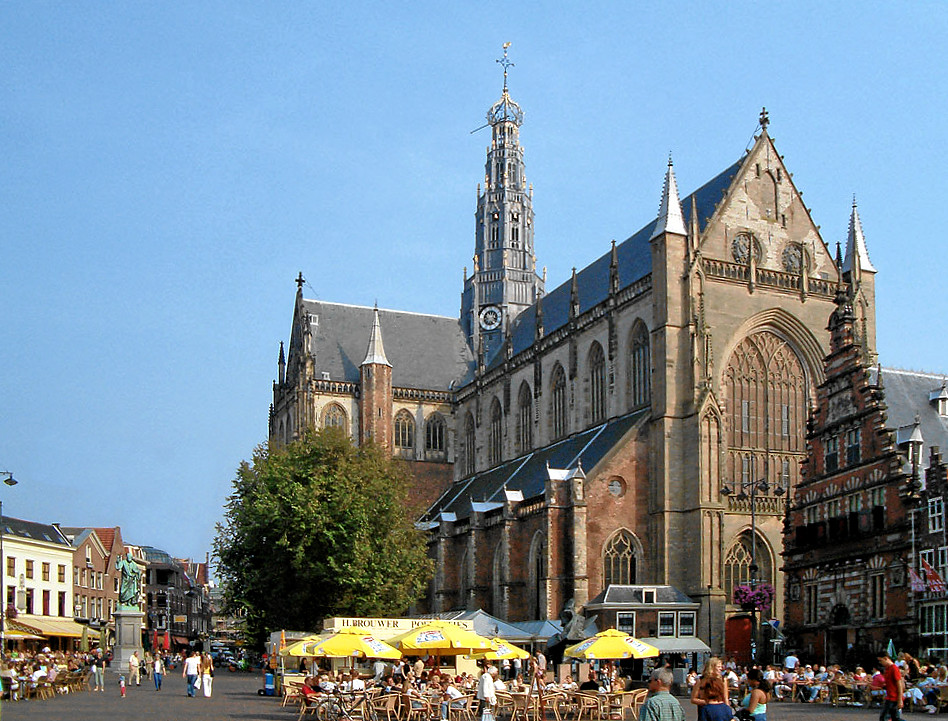
圣巴弗教堂

大广场（荷兰语：Grote Markt）是荷兰城市哈勒姆的中心广场，位于52°22′52.92″N 4°38′9.26″E / 52.3813667°N 4.6359056°E。
广场周围有许多著名建筑，包括：
- 哈勒姆市政厅
- 肉市场（Vleeshal）
- 主卫
- 圣巴弗教堂（Sint-Bavokerk）